# Portrait of an American Family
Portrait of an American Family var den første cd, som det bizarre shock-rock band Marilyn Manson udgav. Albummet blev udgivet i 1994.

## Nummer
- 1 Prelude (the family trip)
- 2 Cake and Sodomy
- 3 Lunchbox
- 4 Organ Grinder
- 5 Cyclops
- 6 Dope Hat
- 7 Get Your Gunn
- 8 Wrapped in Plastic
- 9 Dogma
- 10 Sweet Tooth
- 11 Snake Eyes and Sissies
- 12 My Monkey
- 13 Misery Machine